# Barama jezik
Barama jezik (bavarama, ghibarama, gibarama, yibarambu; ISO 639-3: bbg), nigersko-kongoanski jezik naroda Yibarambu, kojim govori 6 000 ljudi (1990 CMA) u gabonskim provincijama Ogooue Maritime i Nyanga.
Pripada u prave bantu jezike, sjeverozapadnoj skupini, podskupini Sira (B.40), u koju su još klasificirani bwisi [bwz] iz Konga i gabonski jezici lumbu [lup], punu [puu], sangu [snq], sira [swj] i vumbu [vum] 
.

## Vanjske poveznice
- Ethnologue (14th)
- Ethnologue (15th)